# Fritigil

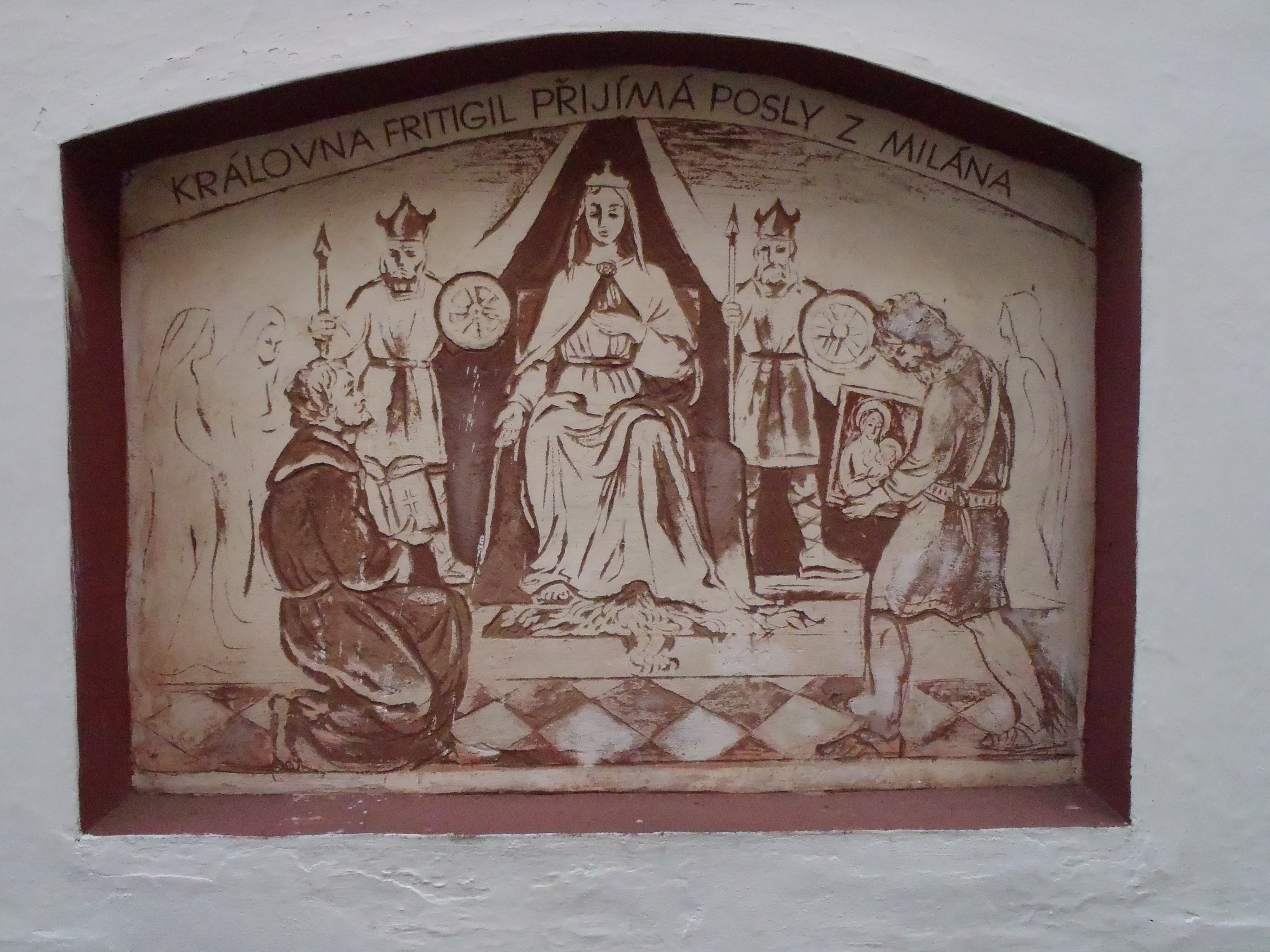
Královna Fritigil přijímá posly z Milána

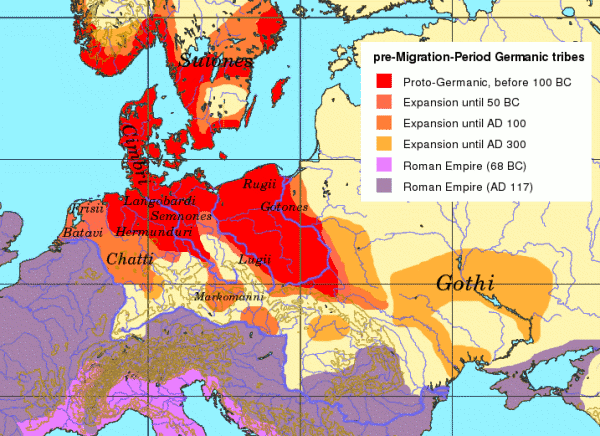
Území Markomanů na počátku 4. století

Fritigil také známa jako Fritigilda (4. století – 5. století) byla královna germánského kmene Markomanů, vizigótského původu. Je posledním známým vládcem Markomanů. O královně Fritigil se zmiňuje jáhen sv. Ambrože biskup Paulinus z Milána v díle Vita Sancti Ambrosii, ve kterém je psáno o listu na způsob katechismu, který pro královnu Fritigil sestavil sv. Ambrož.
Markomani koncem 4. století žili na území Vídeňské pánve, Burgenlandu a jižní Moravy společně s příchozími Slovany, nad kterými v té době tvořili vládnoucí šlechtu. Již v té době zásluhou misionářů sv. Jana Zlatoústého pronikaly na toto území první křesťanské liturgie. Fritigil byla ariánského vyznání, ale ze zpráv obchodníků, kteří vyprávěli o novém učení, zatoužila poznat pravé křesťanství, a proto vyslala do Milána ke sv. Ambroži posly s dary a také s žádosti o toto nové učení. Ambrož vyhověl žádosti a nové učení pro Fritigil sestavil. V této korespondenci doporučil přesvědčit k víře i jejího muže a přimět jeho i jeho lid k uzavření dohody o přátelství s Římany. Fritigil se podařilo přesvědčit svého muže a vydala se na cestu do Milána, aby tyto dohody římským úřadům potvrdila. Markomani se poté řídili podle dokumentů Notitia Dignitatum. Tato dohoda je poslední známou smlouvou mezi Římem a Markomany. V dopise, který napsal Paulinus z Milána sv. Augustinovi se dochovaly zprávy o cestě Fritigil do Milána. V závěru psaní je uvedeno: „Když připutovala do Milána, litovala velice, že svatého biskupa, k němuž spěchala, již nenalezla, neboť již opustil tento svět…“ 
O jejím dalším životě se nedochovaly žádné další informace , nicméně se předpokládá, že byla dcerou nebo manželkou krále Fredegilda.
Královna Fritigil je spojována s kostrou asi čtyřicetileté ženy v knížecí hrobce pod mohylou na Žuráni u Brna objevenou v roce 1948.

## Pověsti
Podle pověsti Fritigil založila kostel sv. Maří Magdaleny v areálu olomouckého hradu. 
Podle jiné pověsti nechala zničit oltář boha lovu v areálu hradu Buchlov. Na druhém nádvoří tohoto hradu je skalní průrva nesoucí jméno Fritigildina jeskyně. 
Podle další pověsti obdržela od sv. Ambrože sošku staré Matky Boží. Tuto sošku věnovala rezidenci a kostelu Panny Marie ve Vinicích v osadě Silničná, kde měla být i pochována. Po uzavření kostela za Josefa II. byla v roce 1785 soška přenesena do farního kostel sv. Anny v Žarošicích. Sošku při své návštěvě na Svatém kopečku u Olomouce korunoval dne 21. května 1995 papež Jan Pavel II.